# Spindale
Spindale es un pueblo ubicado en el condado de Rutherford, Carolina del Norte, Estados Unidos. Tiene una población estimada, a mediados de 2021, de 4163 habitantes.

## Geografía
La localidad está ubicado en las coordenadas 35°21′35″N 81°55′24″O / 35.359716, -81.923198 (35.359716, -81.923198). Según la Oficina del Censo, tiene un área total de 14.01 km², correspondientes en su totalidad a tierra firme.

### Localidades adyacentes
El siguiente diagrama muestra a las localidades en un radio de 16 kilómetros (9,9 mi) de Spindale.

## Demografía

### Censo de 2020
Según el censo de 2020, en ese momento había 4225 personas residiendo en la localidad. La densidad de población era de 301.57 hab./km².
| Raza                   | Núm. | Porc.  |
| ---------------------- | ---- | ------ |
| Blancos                | 2793 | 66.11% |
| Afroamericanos         | 1015 | 24.02% |
| Amerindios             | 26   | 0.62%  |
| Asiáticos              | 29   | 0.69%  |
| Isleños del Pacífico   | 6    | 0.14%  |
| De otras razas         | 67   | 1.59%  |
| De una mezcla de razas | 289  | 6.84%  |

Del total de la población, el 3.60% eran hispanos o latinos de cualquier raza.

### Censo de 2000
En el 2000 los ingresos promedio de los hogares eran de $23,365 y los ingresos promedio de las familias eran de $33,583. Los ingresos per cápita para la localidad eran de $16,402. Los hombres tenían ingresos per cápita de $25,505 frente a los $20,395 que percibían para las mujeres. Alrededor del 16.50% de la población estaba bajo el umbral de pobreza nacional.